# Alois Neča
Alois Neča (27. dubna 1893 Kozlany – 29. května 1942 Kounicovy koleje) byl československý legionář a odbojář popravený nacisty.

## Život
Alois Neča se narodil 27. dubna 1893 v Kozlanech na vyškovsku v rodině domkáře Filipa Neči a Terezie rozené Janouškové. Vychodil tříletou obecnou školu a vyučil se zedníkem. Byl členem České strany národně sociální. Po vypuknutí první světové války byl povolán do c. a k. armády a odeslán na ruskou frontu. Dne 1. srpna 1915 padl u Lukova do zajetí. V září 1916 se ve voroněžské gubernii přihlásil do Československých legií, kam byl přijat 4. září 1917. Bojoval ve střeleckém pluku, absolvoval sibiřskou anabázi a do Československa se vrátil v roce 1920 v hodnosti vojína. V armádní službě dále nepokračoval. Pracoval postupně jako zedník, dozorce donucovací pracovny a zahradník. V roce 1922 se v brněnském kostele Nanebevzetí Panny Marie oženil s dcerou hostinského Ludmilou Němcovou.

## Protinacistický odboj
V roce 1942 pomáhal Alois Neča společně se svou ženou podporovat člena výsadku S1/R Františka Ryše. Za to byli oba zatčeni gestapem a vězněni na Kounicových kolejích. Dne 29. května 1942 byl Alois Neča v Kounicových kolejích popraven zastřelením, jeho žena Ludmila Nečová o den později.